# Stefanos Khristopoulos
Stefanos Khristopoulos (græsk: Στέφανος Χρηστόπουλος, født 1876 i Patra) var en græsk sportsmand, som deltog i to af de første moderne olympiske lege.
Ved OL 1896 i Athen deltog han i brydning, der kun omfattede én disciplin, åben klasse i græsk-romersk stil. Khristopoulos besejrede en ungarsk bryder i sin første kamp, hvorefter han tabte semifinal]n til sin landsmand Georgios Tsitas, som senere tabte finalen til Carl Schuhmann fra Tyskland. Der var fem deltagere i konkurrencen.
Ved de olympiske mellemlege 1906, også i Athen, deltog Khristopoulos igen i brydning, men desuden i vægtløftning. I enhåndsvægtløftning blev han nummer elleve og i tohåndsvægtløftning delt nummer syv. Brydning var denne gang opdelt i vægtklasser, og Khristopoulos deltog i sværvægt, hvor han i første runde besejrede en østriger, inden han i kvartfinalen tabte til belgieren Marcel Dubois, der senere vandt bronze. Khristopoulos sluttede på en delt fjerdeplads.